# Matica slovenská

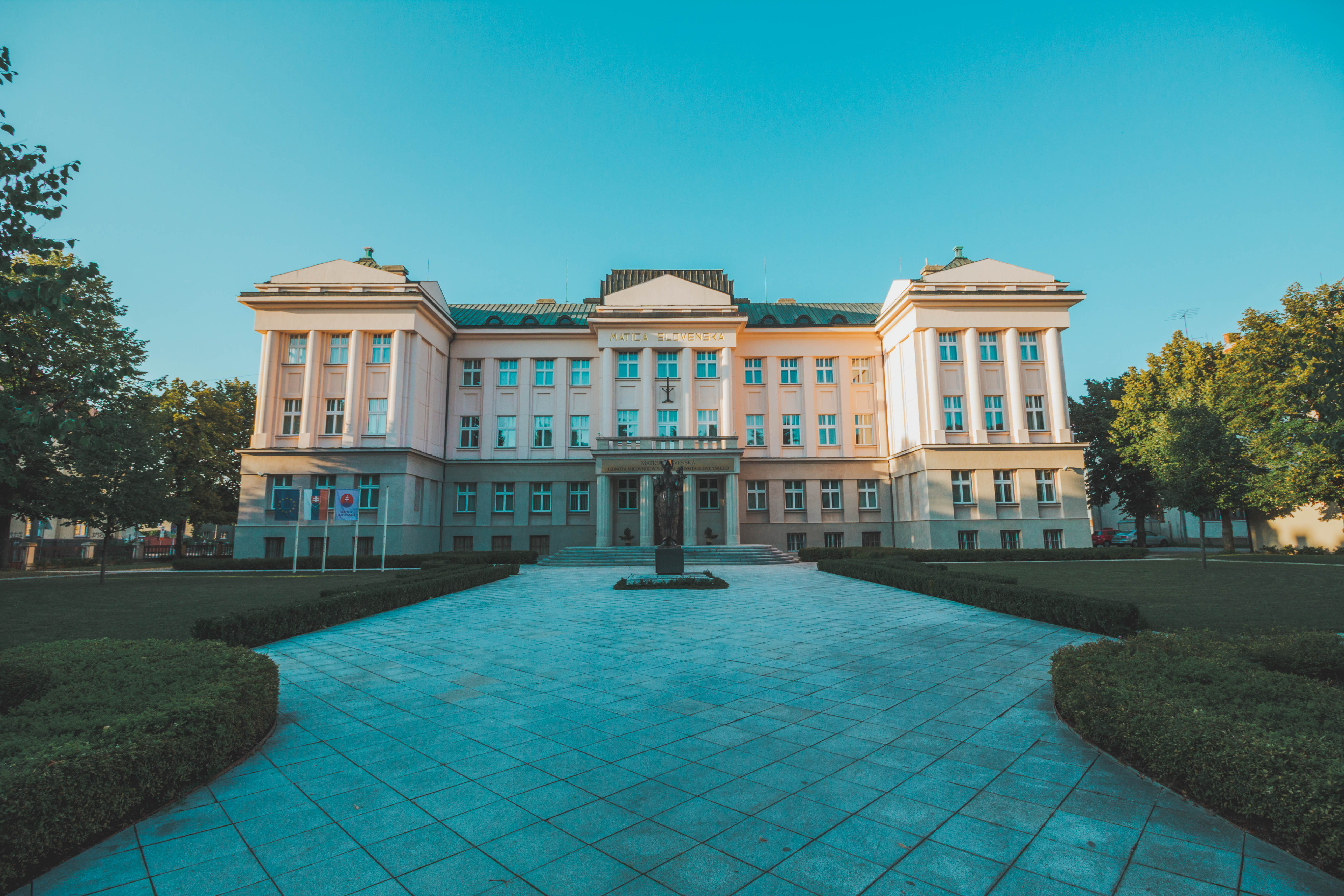
Clădirea principală (a doua) a instituției

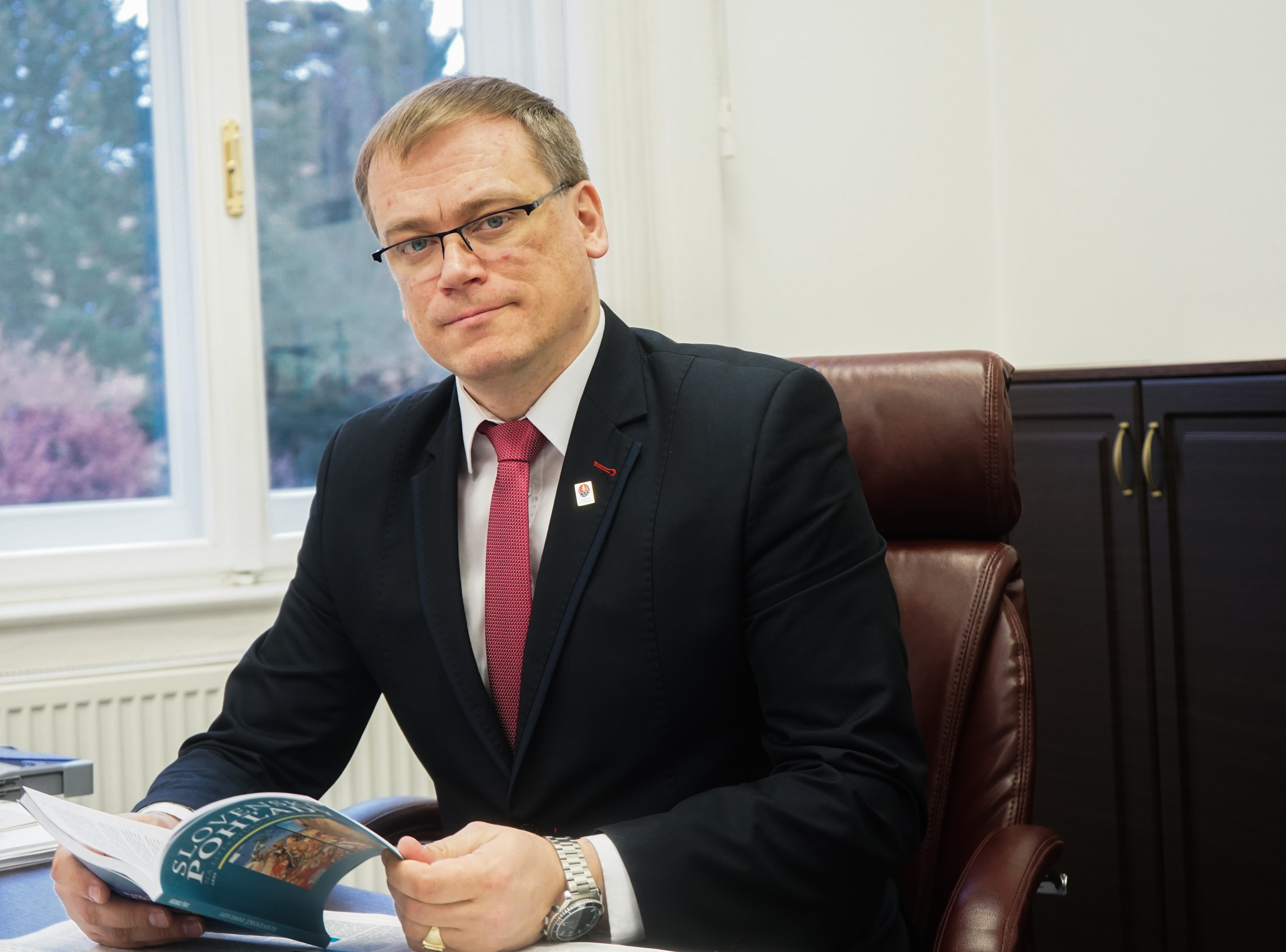
Marián Gešper, actualul președinte al Matica slovenská

Matica slovenská (Matița slovacă) este cea mai veche organizație națională, culturală și științifică slovacă. Sediul organizației Matica slovenská este orașul Martin, ca centru al culturii naționale a slovacilor, unde a fost fondată în 1863 și reînviată în 1919.
Matica slovenská este o persoană juridică. Structurile sale organizatorice sunt înființate atât pe teritoriul Republicii Slovace, precum și în străinătate.
Poziția și activitățile organizației Matica Slovenská sunt reglementate de Legea nr. 68/1997 Colecția de legi, privind Matica slovenská, cu modificările și completările ulterioare și statutul Matica slovenská.

## Orientare și misiune
Matica slovenska (Matița slovacă) este o instituție publică. Acționează ca o instituție națională, independentă, apartinică, supraconfesională, supraministerială, științifică și culturală.
Matica slovenská(Matița slovacă) a avut un rol de hotărâtor în procesul de autodeterminare națională și de protecție a drepturilor naționale, păstrarea identității și dezvoltarea culturii națiunii slovace.
Matica slovenská(Matița slovacă) are misiunea în secolul XXI  de a dezvolta sistematic viața spirituală, națională, culturală și socială a tuturor membrilor națiunii slovace, dar și a celorlalți concetățenii care locuiesc pe teritoriul Republicii Slovace. Matica slovenská(Matița slovacă) dezvoltă și întărește viața național- culturală a națiunii slovace, conștiința sa națională și nivelul educațional al acestuia, de asemenea asigură crearea și protejarea patrimoniului cultural și a tradițiilor. Stabilește cooperarea cu membrii naționalitățiilor care locuiesc pe teritoriul Republicii Slovace, precum și cu alte națiuni din străinătate, cu scopul cunoașterii și a face schimb de valori culturale.
Matica slovenská(Matița slovacă) participă, de asemenea, la dezvoltarea științei, culturii, artei și educației slovace și a tuturor formelor de viață spirituală și socială, care întărește conștiința națională, mai ales în rândurile inteligenței slovace, studenților și tinerilor.
Menține și dezvoltă o cooperare specială cu asociațiile(matice) națiunilor slave și matice slovace care activează în afara Slovaciei.

## Obiective

fondatorii Matica slovenská

Principalele sarcini încredințate Matiței Slovace de către stat și definite în Legea privind Matița Slovacă includ în special: consolidarea patriotismului slovac; aprofundarea relației cetățenilor cu statalitatea slovacă; să facă cercetare slovakistică de bază; participarea la dezvoltarea culturii locale și regionale; să acționeze în special asupra tinerilor în spiritul valorilor naționale, morale și democratice; creșterea gradului de conștientizare națională a slovacilor în teritoriile mixte din punct de vedere lingvistic din Republica Slovacă; să consolideze relațiile dintre culturile cetățenilor care aparțin minorităților naționale și grupurilor etnice de pe teritoriul Republicii Slovace cu cultura națională slovacă; să consolideze relațiile dintre culturile cetățenilor care aparțin minorităților naționale și grupurilor etnice de pe teritoriul Republicii Slovace cu cultura națională slovacă; să reunească creatorii și susținătorii culturii și științei slovace din lume; să sprijine promovarea Republicii Slovace și prin propriile centre de informare și culturale înființate în străinătate; să dezvolte contacte cu organizații europene și mondiale pe probleme de cultură, identitate națională, viață spirituală și protecția valorilor universale; să înființeze fundații și fonduri în țară și în străinătate pentru a susține viața națională și culturală a slovacilor și pentru a recompensa cei mai importanți creatori din domeniile definite de activitate creativă; să coopereze cu organele de stat de autoguvernare teritorială la dezvoltarea culturii și a vieții sociale; să publice opere de artă originale slovace, lucrări științifice, lucrări popular- educaționale, jurnalism și periodice; să promoveze istoria, cultura și personalitățile slovace prin documentare audiovizuale originale, precum și să producă știri culturale despre activitățile sale prin mijloacele electronice și bazele de date pe internet; să coopereze la crearea de manuale și manuale pentru anumite discipline de științe sociale pentru școlile primare și gimnaziale, pe baza autorizației Ministerului Educației din Republica Slovacă.
Locuri de muncă Matica slovenská (Matița slovacă)
- Arhiva Matica slovenská
- Sediul central al membrilor Matica slovenská
- Departamentul financiar- economic a organizației Matica slovenská
- Centrul de informare a organizației Matica slovenská
- Muzeul compatrioților Matica slovenská
- Centrele regionale ale organizației Matica slovenská (Casele Matica slovenská și birourile regionale ale organizației Matica slovenská)
- Centru de împrumut a costumelor și a portului popular
- Redacția Ziarelor Naționale Slovace
- Redacția vederilor slovace
- Secretariatul președintelui și al administratorului Matica slovenská
- Institutul Istoric Slovac Matica slovenská
- Institutul literar slovac Matica slovenská
- Centrul relațiilor pentru naționalități
- Departamentul tehnic și de investiții al organizației Matica slovenská
- Departamentul de știință al organizației Matica slovenská
- Editura Matica slovenská